# Werner Stiegler
Werner Stiegler (* 13. Mai 1931 in Gelenau) ist ein ehemaliger deutscher Endurosportler.

## Sportlicher Werdegang
In der Schulzeit war Werner Stiegler ein begeisterter Wintersportler. Er lernte den Beruf eines Tischlers und bestritt 1950 seine erste Motorrad-Geländefahrt. 1953 wurde er Mitglied der GST-Kernmannschaft und bald Versuchsfahrer bei MZ. Ab 1956 ging er als Zschopauer Werksfahrer an den Start. „Rund um Zschopau“ beendete er bereits bei der ersten Veranstaltung 1955 mit einer Goldmedaille und wiederholte diesen Erfolg – mit zwei Ausnahmen – bis einschließlich 1966. Drei Mal gewann er seine Klasse, 1958 und 1960 gelang ihm der Gesamtsieg. 1961 errang er bei der Internationalen Österreichischen Alpenfahrt das „Edelweiß“. 1957 bestritt Werner Stiegler seine erste Internationale Sechstagefahrt. Zwei Jahre darauf gewann er bei den Six Days erstmals Gold und wiederholte diesen Erfolg 1960 mit einem Klassensieg. 1964 und 1966 wurde er mit dem Silbervasenteam Zweiter. Seinen größten Triumph konnte Stiegler bei einer den schwersten Six Days – 1965 auf der Isle of Man – feiern. Im MZ-Quartett gewann er die Internationale Silbervase. Mit seiner achten Sechstagefahrt beendete er ein Jahr darauf in Schweden seine Karriere. Wie einige seiner Weggenossen wurde Werner als Werksfahrer ab 1960 bis zum Ende der aktiven Laufbahn laut Reglement nicht für die DDR-Meisterschaft gewertet.